# Punta San Vigilio
Punta San Vigilio è una località del comune di Garda, sull'omonimo lago.

## Descrizione
Di proprietà dei conti Guarienti di Brenzone; qui l'estremo lembo del monte Baldo si immerge nel lago e forma una penisola che chiude a nord ovest il golfo di Garda. Si tratta del punto più sporgente nell'acqua dopo la penisola di Sirmione. Sul fianco nord della penisola è situata la Baia delle Sirene, un parco naturale con una spiaggia balneabile. 
In questo territorio sono state ritrovate diverse testimonianze dell'Età del Bronzo, segno che fosse popolato già dalla preistoria. Ad esempio sono state rinvenute armi e incisioni rupestri con temi di caccia, oggi visitabili e curate dal WWF. In epoca romana, invece, era presente un tempietto consacrato a Benaco, divinità pagana, di cui è arrivata ai giorni nostri solamente una lapide custodita al Museo Lapidario Maffeiano di Verona.
Sono presenti in questa piccola prominenza villa Brenzone Guarienti, opera dell'architetto rinascimentale Michele Sanmicheli, una chiesetta, una locanda, un porticciolo e il parco Baia delle Sirene. 
La zona è mediamente abitata e caratterizzata da una forte presenza di zone verdi, con ampi giardini che circondano le diverse ville storiche. La vegetazione dell'area è composta prevalentemente da cipressi, agave, oleandri, alberi di limone, ulivi e arbusti; in conformità alle caratteristiche della sponda gardesana.
San Vigilio è stato meta di visitatori illustri, tra i quali Maria Luigia duchessa di Parma, il re di Napoli, l'imperatore Alessandro di Russia, Winston Churchill, Otto Hahn e la sua consorte, la pittrice Edith Junghans, Laurence Olivier, Vivien Leigh e il Re d'Inghilterra Carlo III.

## Villa Guarienti-Brenzone
Si tratta di una villa rinascimentale che grazie alla sua posizione lembo estremo del monte Baldo, punto più sporgente della costa ovest del lago, domina tutto il Garda, offrendo una visuale magnifica ed occupando una posizione ai tempi strategica. La facciata principale della dimora è infatti rivolta verso il lago, affinché in passato fosse visibile ai navigatori. La villa fu voluta da Agostino Brenzoni, desideroso di una dimora in cui fuggire dalla frenesia della vita e dedicarsi ai suoi studi. Affidata all'architetto Michele Sanmicheli, che curò molte costruzioni di ville storiche della zona, la villa è ricca di dettagli che ben riscpecchiano l'umanesimo italiano. I lavori vennero conclusi nel 1540, e da allora la proprietà del complesso è dei conti Guarienti di Brenzone. La villa è dotata di un ampio giardino risalente al 1700, che ben rappresenta lo stile dell'epoca dei giardini all'italiana. Come sovente nei giardini tardo rinascimentali, si abbonda di riferimenti alla cultura umanista: la tenuta infatti è popolata da piante mediterranee e da una collezione di statue romane, con a seguito numerose iscrizioni in latino ed in italiano. Pare che i busti siano originali, e che siano arrivati alla famiglia Guarienti a seguito del Sacco di Roma. All'interno del complesso vi è anche una chiesetta, sicuramente di origine più antica rispetto alla villa, che si presenta con una doppia loggia rivolta verso il lago. Al centro della pavimentazione della chiesa vi sono le lapidi di Agostino e la moglie. L'accesso alla villa si ha grazie a un viale di cipressi secolari, che attraversa a sua volta un oliveto antico. Un secondo accesso era via acqua, ancora praticabile, grazie al porticciolo sul quale si affaccia una piccola locanda. Ad accogliere chi arriva dal lago vi è un arco con la scritta "lasciate gli affari e gli affanni della città", voluto dal primo proprietario.
Attualmente villa Guarienti-Brenzone è visitabile.

## Galleria d'immagini

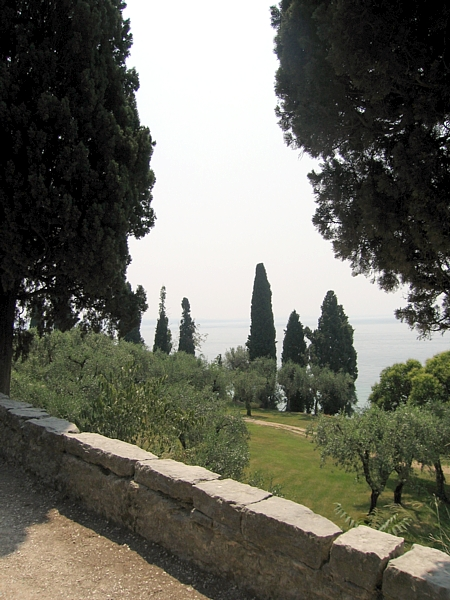
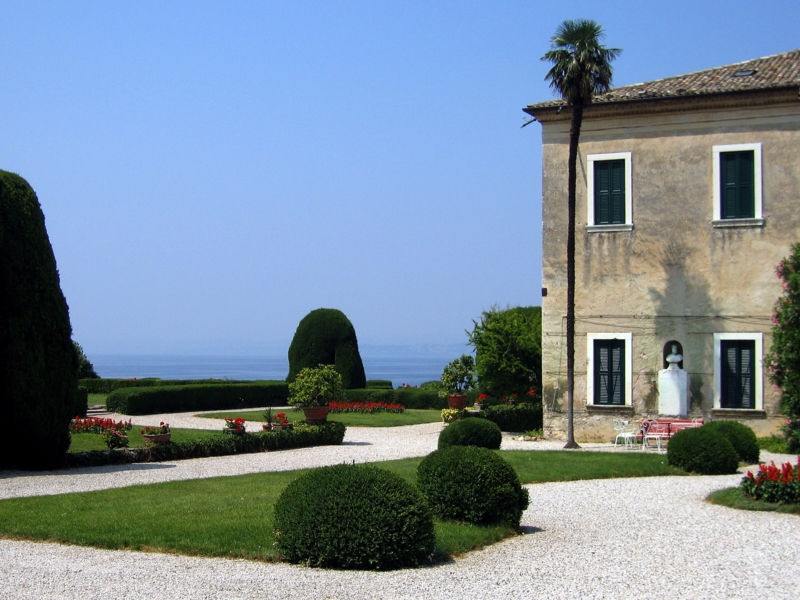
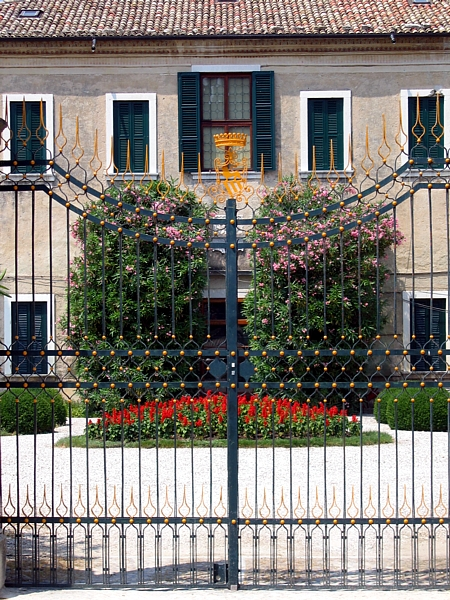
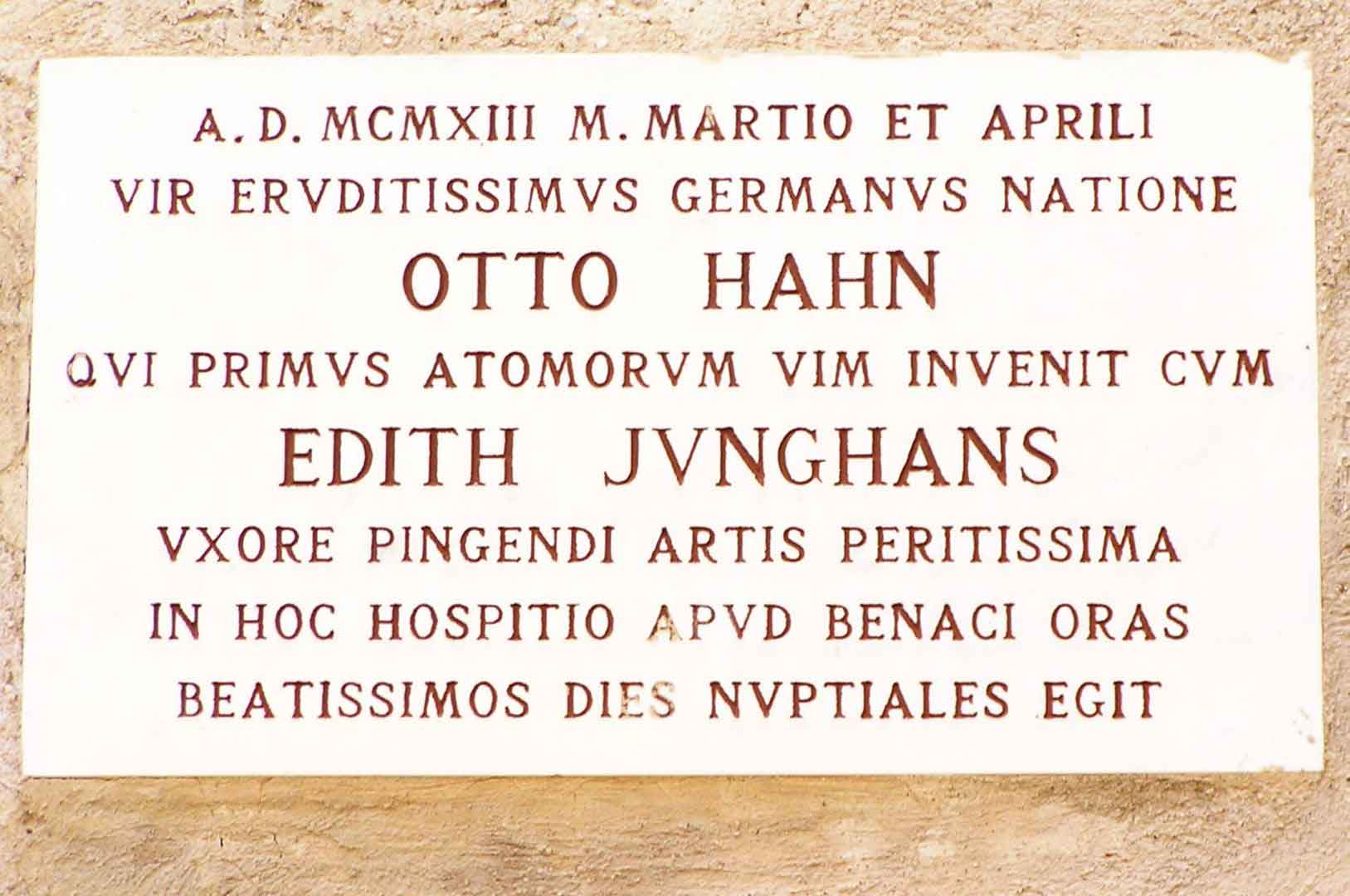
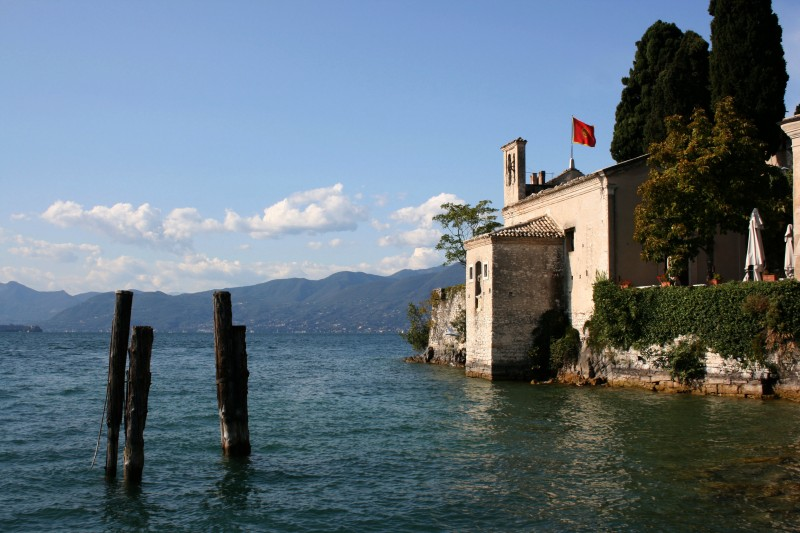